# 母草叶龙胆
母草叶龙胆（学名：Gentiana vandellioides）为龙胆科龙胆属的植物，是中国的特有植物。分布在中国大陆的河南、陕西、四川、湖北等地，生长于海拔1,100米至3,500米的地区，多生长于路旁、林下以及林缘，目前尚未由人工引种栽培。

## 异名
- Gentiana vandellioides Hemsl. var. biloba Franch.